# Jeremy Foley
Jeremy Foley (Albuquerque, Nuevo México, 20 de febrero de 1983 como Gerónimo Jeremiah Foley) es un actor de cine estadounidense. 

## Biografía
El joven actor, que a menudo es confundido con el actor Joseph Gordon-Levitt, que tiene 2 años más que él, ha estado desde su 14.° cumpleaños frente a las cámaras. Además de dos apariciones como invitado en las series de televisión Buffy, la cazavampiros y Tocados por un ángel, Jeremy Foley participó en la película Dante's Peak.  En las dos primeras secuelas de Casper, Foley interpretó el papel principal. 
Ha sido nominado tres veces para el Premio Young Artist y recibió ese premio por su debut como actor en Dante's Peak . 

## Filmografía (Selección)
Películas
- 1997: Un pueblo llamado Dante's Peak (Dante's Peak)
- 1997: Casper, la primera aventura (Casper: A Spirited Beginning)
- 1998: Marabunta (Legion of Fire: Killer Ants!)
- 1998: Casper y la mágica Wendy (Casper Meets Wendy)
- 1999: Un delantero muy peludo (Soccer Dog: The Movie)
- 2011: Action News 5

Series
- 2000–2002: Entre dos mundos (Caitlin´s Way; 52 episodios)